# Concordia Theological Quarterly
컨콜디아 신학 저널(Concordia Theological Quarterly)은 미국 인디애나주 포스 웨인에 있는 컨콜디아 신학교 교수진들에 의해서 발행되는 루터교회 미주리시노드를 대변하는 신학 저널이다.